# 中田さちが丘線
中田さちが丘線（なかたさちがおかせん）は、神奈川県横浜市における都市計画道路。泉区中田東一丁目（中田南一丁目との町境付近）を起点として相鉄いずみ野線緑園都市駅付近を通過し、旭区善部町（さちが丘および南希望が丘との町境付近）までを結び、延長は約5.9 kmである。2021年（令和3年）3月19日に全線開通した。
都市計画法に基づく名称は「横浜国際港都建設計画道路3・3・40号中田さちが丘線」。

## 路線データ
- 起点：神奈川県横浜市泉区中田東一丁目（中田町東原交差点）
- 終点：神奈川県横浜市旭区善部町（桃源台交差点）
- 路線ルート：Google マップ

## 路線概要
起点側
起点となる中田町東原交差点では神奈川県道22号横浜伊勢原線（長後街道）と接続している。本線は北東方向に進んで岡津町交差点では神奈川県道401号瀬谷柏尾線と接続している。

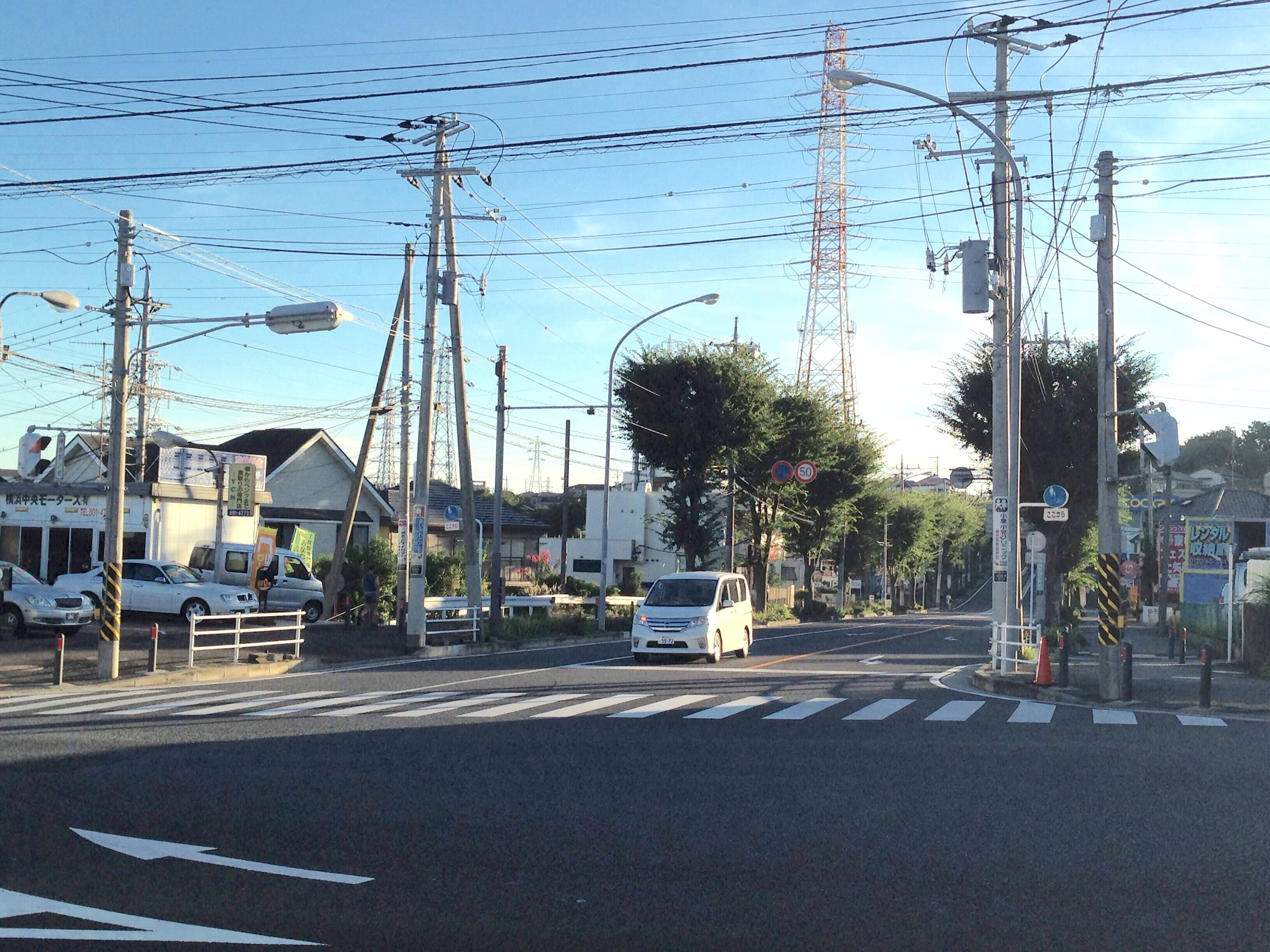
起点の中田町東原交差点（奥方が本線、手前の道路が長後街道）

岡津地区
その後、同交差点より直進して岡津の山を越える（トンネル建造でなく、山の一部を切り崩して整備する計画に変更された）。なお、岡津地区は1988年（昭和63年）度より事業開始しており、岡津町交差点より先の阿久和川を越える下岡津橋は1994年（平成6年）3月、街路を越える下岡津第二橋は1999年（平成11年）8月にそれぞれ竣工した。さらにこの先では同じく都市計画道路の権太坂和泉線（3・4・10号/事業中、神奈川県道218号弥生台桜木町線にも該当）、および峠道の名瀬街道（横浜市道名瀬第241号線、既存道路）と接続する計画となっており、未開通であった岡津町交差点から名瀬街道（三嶋神社入口交差点）までの約270 mの区間は、2019年（令和元年）〜2020年（令和2年）度にかけて整備された。同区間は2021年（令和3年）3月19日に開通し、これにより中田さちが丘線は全線開通した。
また、名瀬街道から緑園都市方面までを結ぶ約140 m（名瀬街道以北）の区間については2009年（平成21年）に先行開通しており、以前より完成していた本線の終点側に対してT字型に接続（暫定措置）されていたが、全線開通時には本線が直進方向となるように再整備された。
岡津町交差点付近〜2021年開通区間

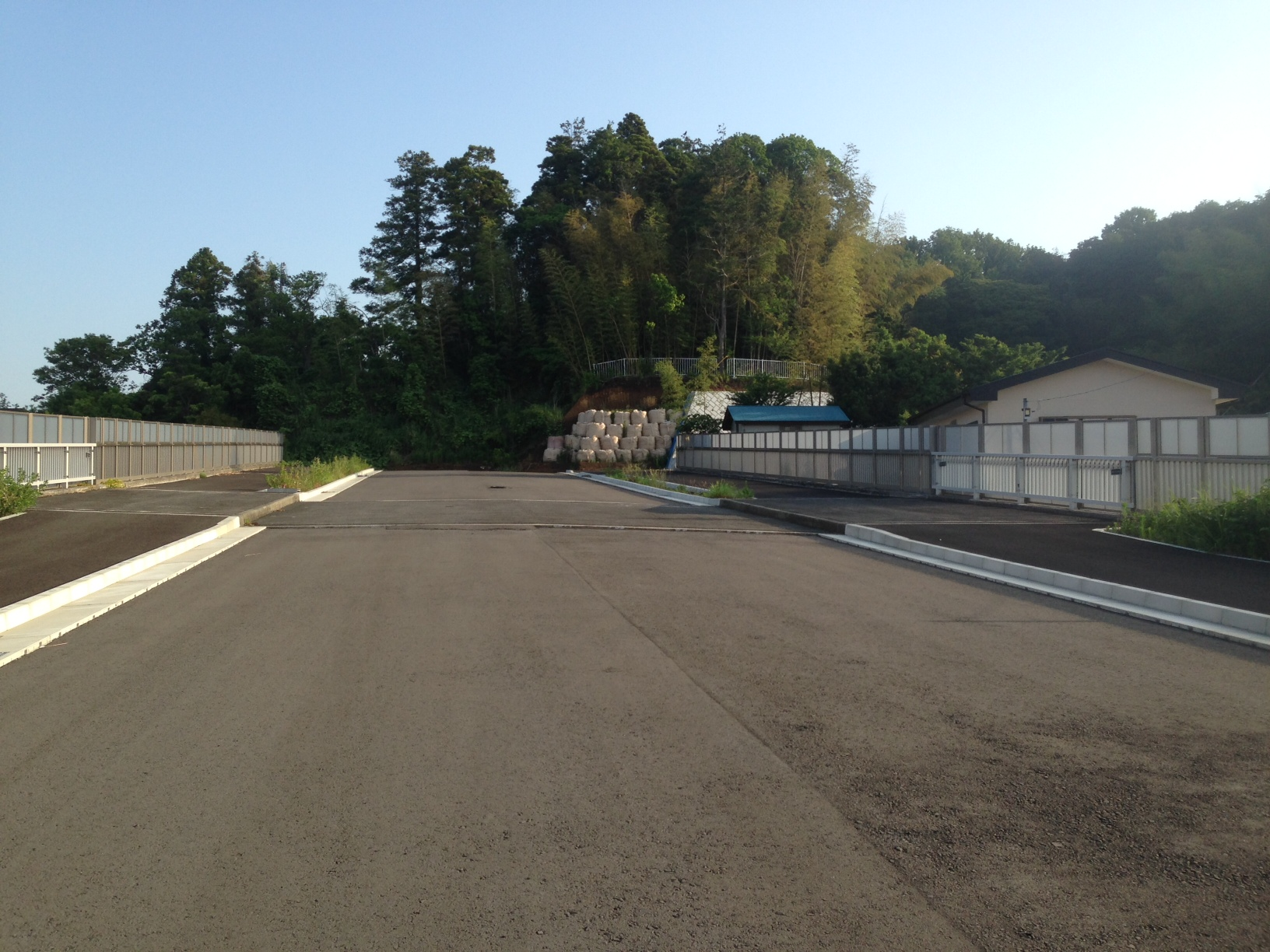
着工前の様子（2014年5月）
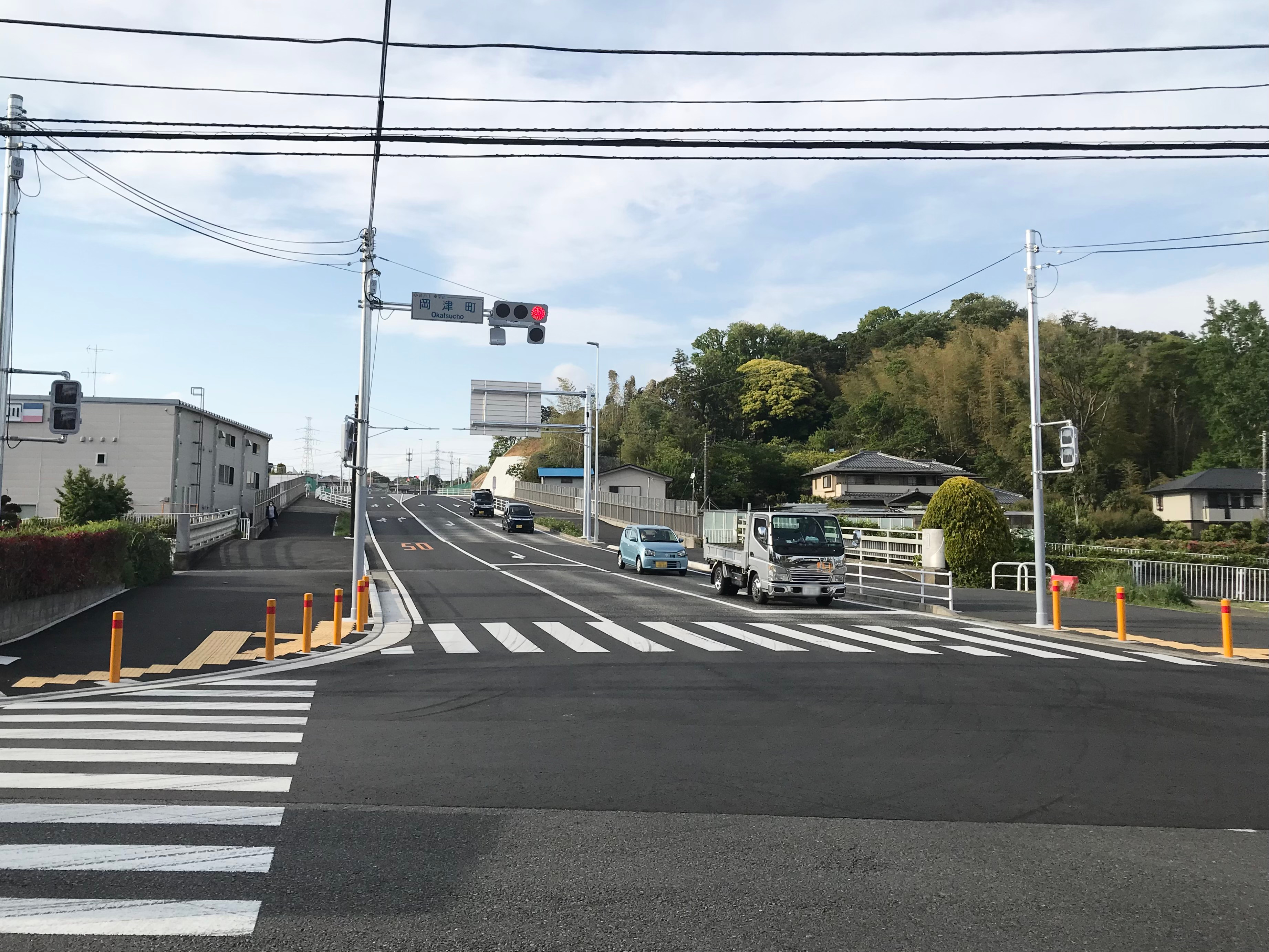
開通後の様子、奥方が2021年開通区間（2021年4月）
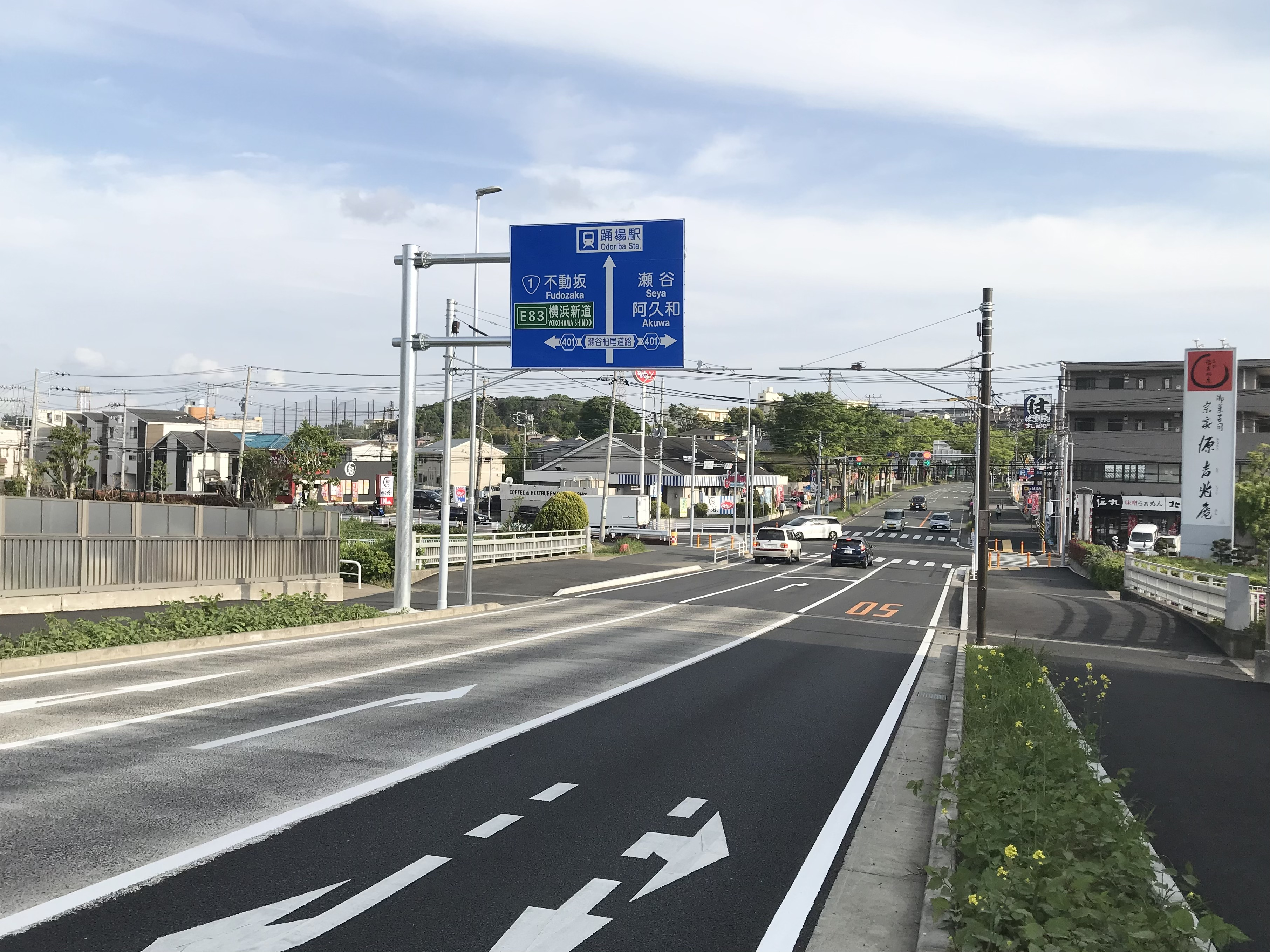
2021年開通区間内から岡津町交差点方向を見る（2021年4月）
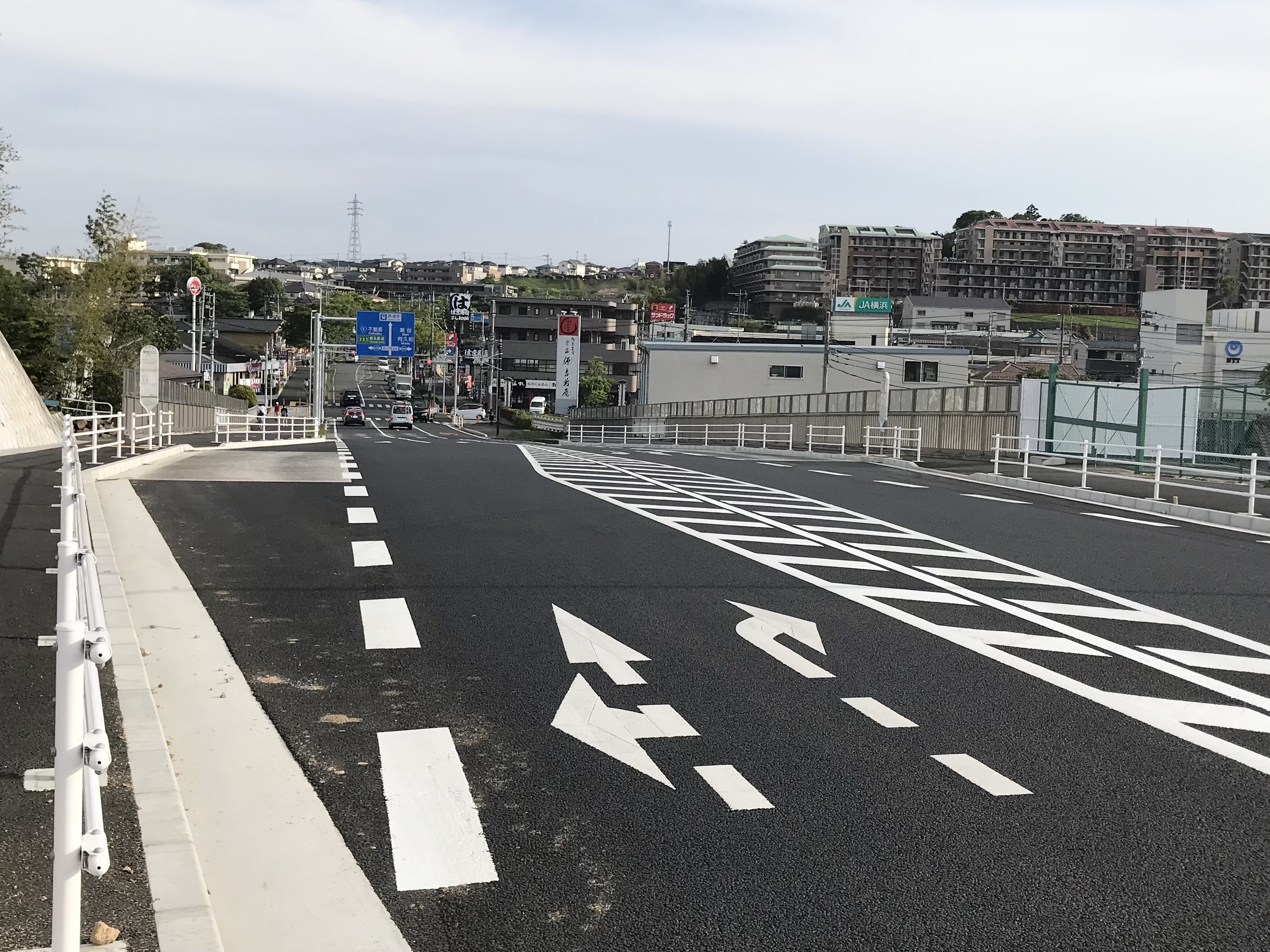
本線開通に伴い移設された「学校入口」バス停（2021年4月）[注 1]

三嶋神社入口交差点（名瀬街道と交差）付近

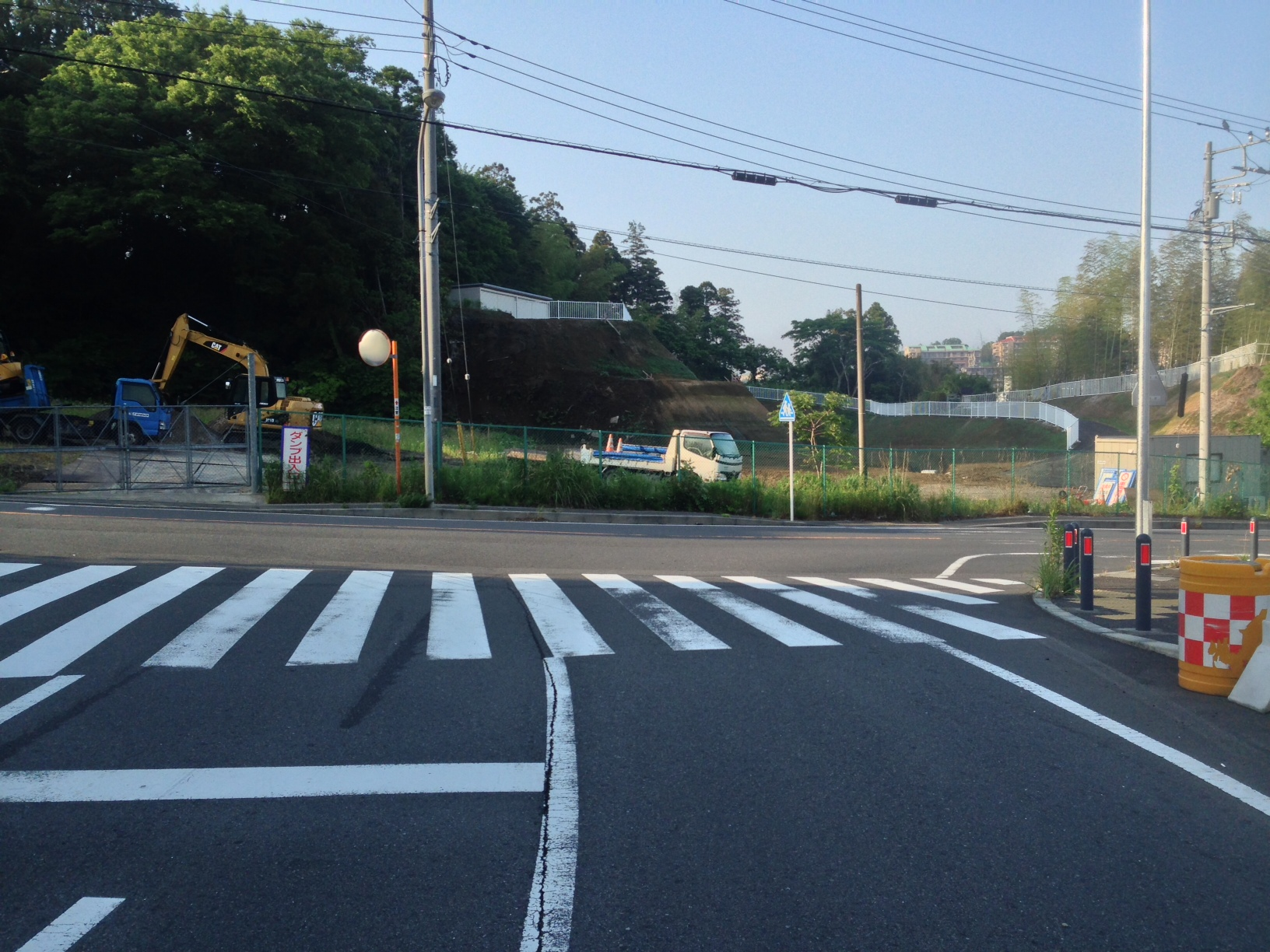
着工前の様子（2014年5月）
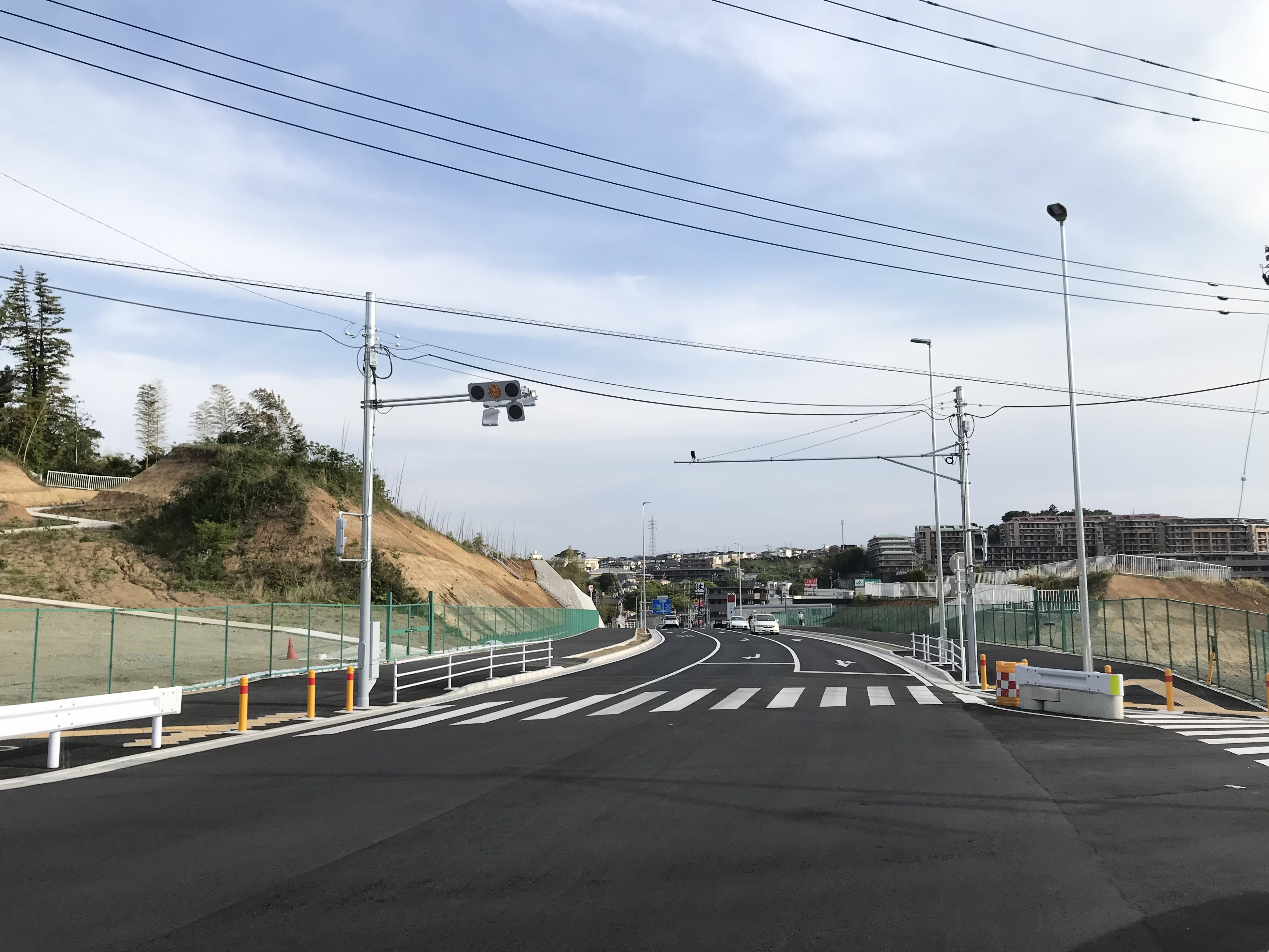
開通後の様子、奥方が2021年開通区間（2021年4月）
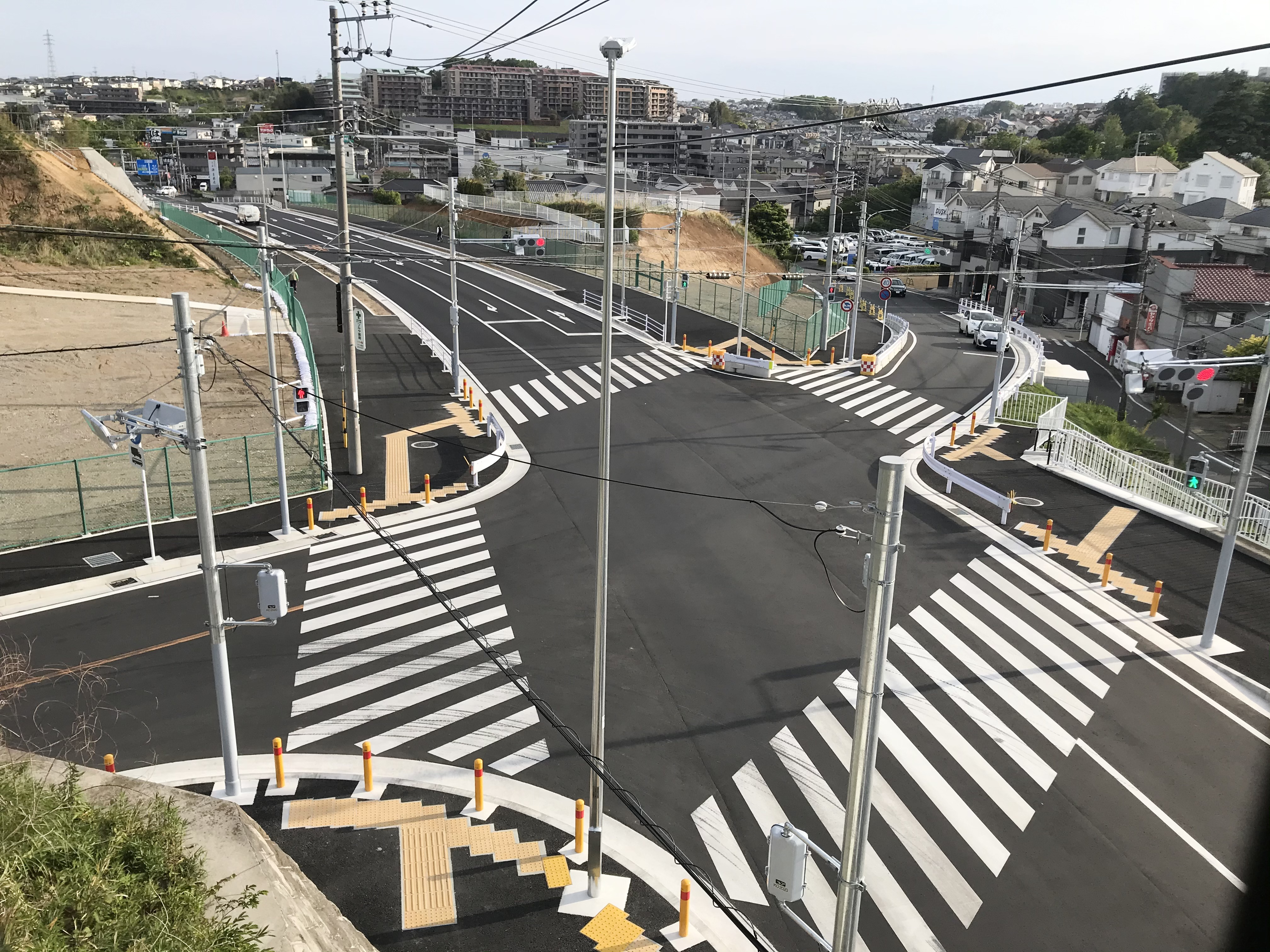
交差点を高台から撮影、左奥方が2021年開通区間（2021年4月）
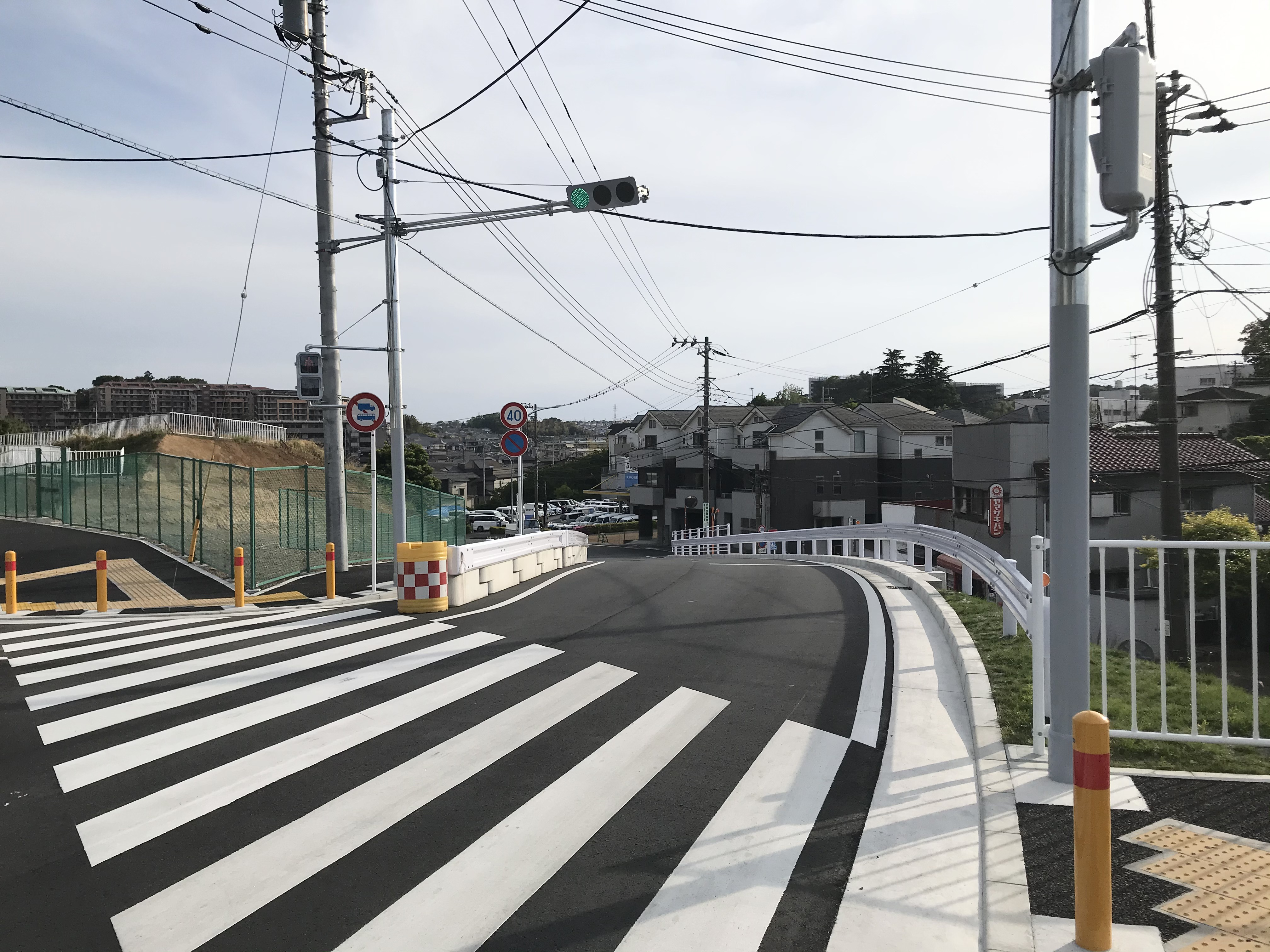
本線開通によりメイン道でなくなった名瀬街道下り坂の入口、あえて幅員を狭くしている（2021年4月）

2009年先行開通区間と終端部
この区間の終端部は2021年の全線開通に合わせて、T字型接続から直進方向に再整備された。

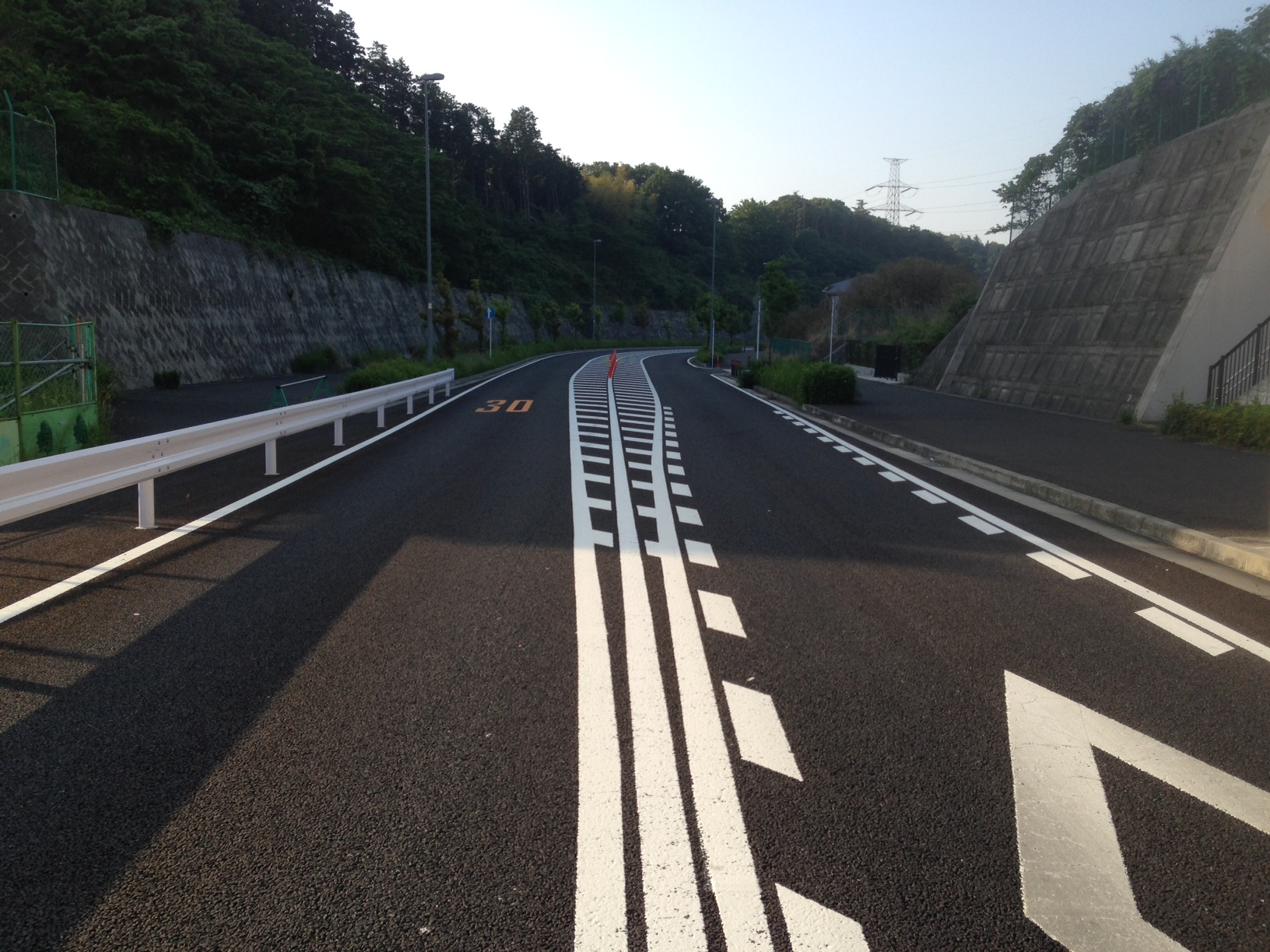
2009年に先行開通した名瀬街道〜緑園都市方面の道路（2014年5月）
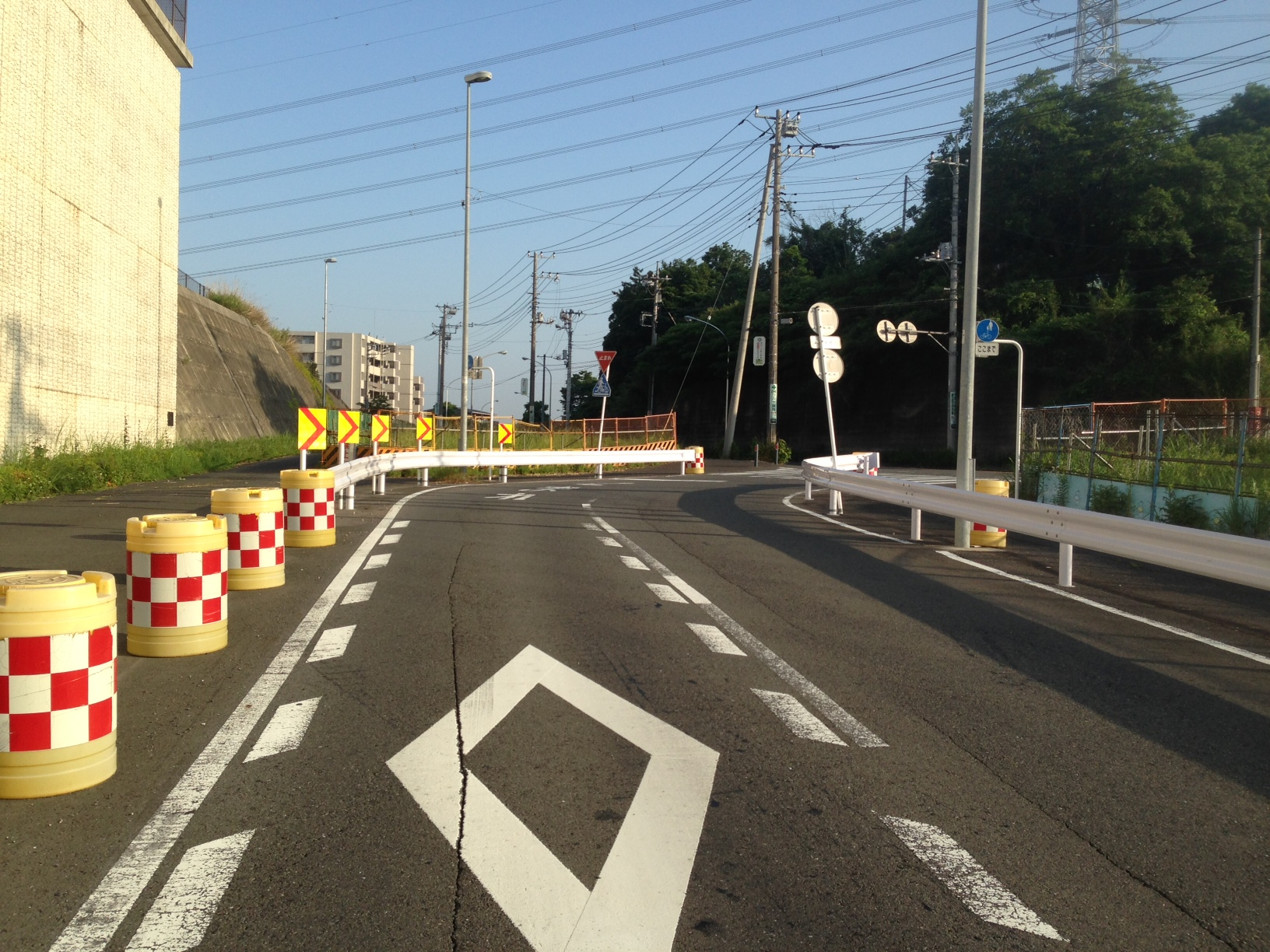
先行開通区間終端部と本線終点側の接続部（2014年5月）、全線開通時には本線が直進方向（奥方に一直線）となるよう再整備された
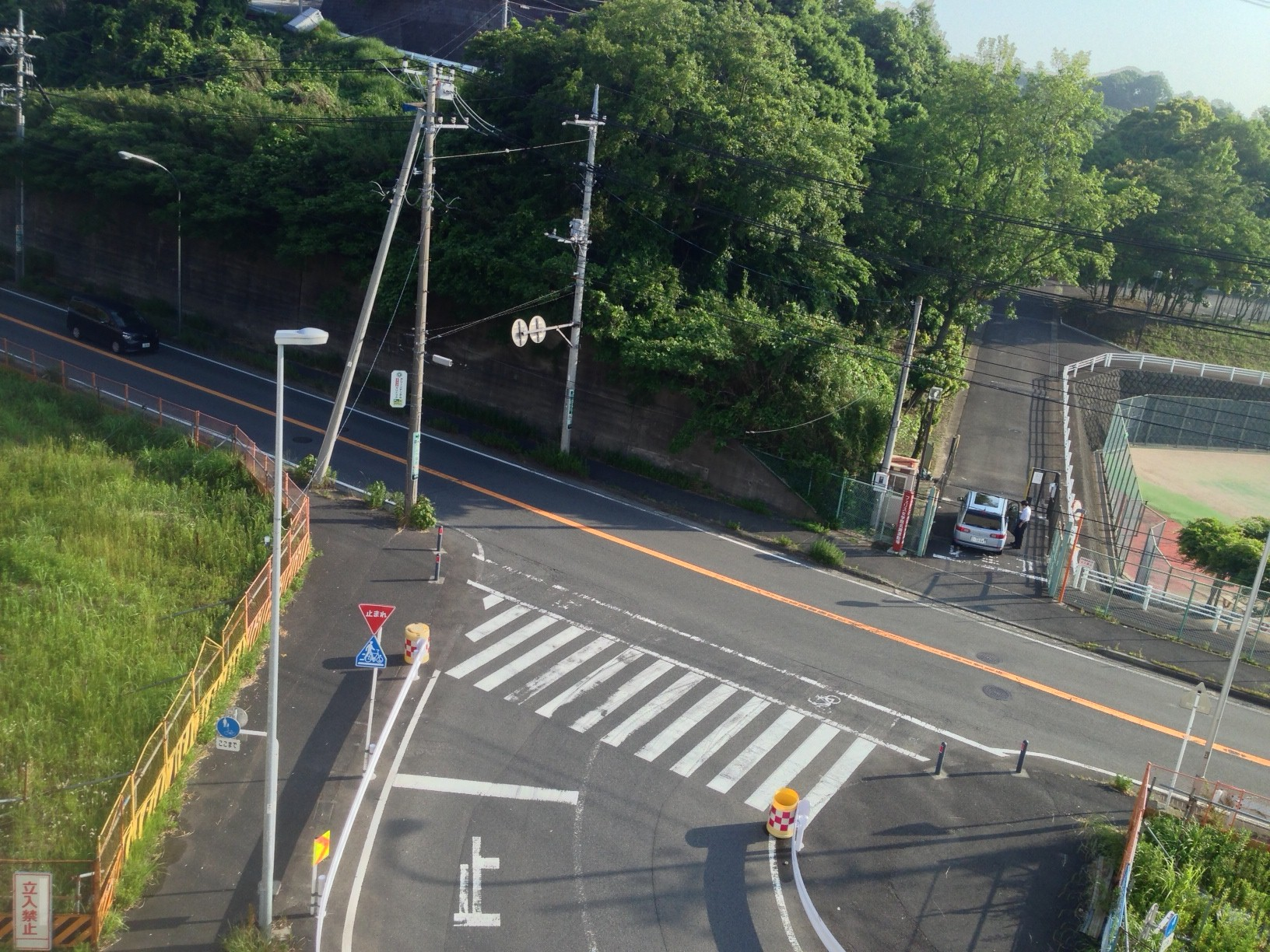
接続部を高台から撮影、T字型に接続しているのが分かる（2014年5月）
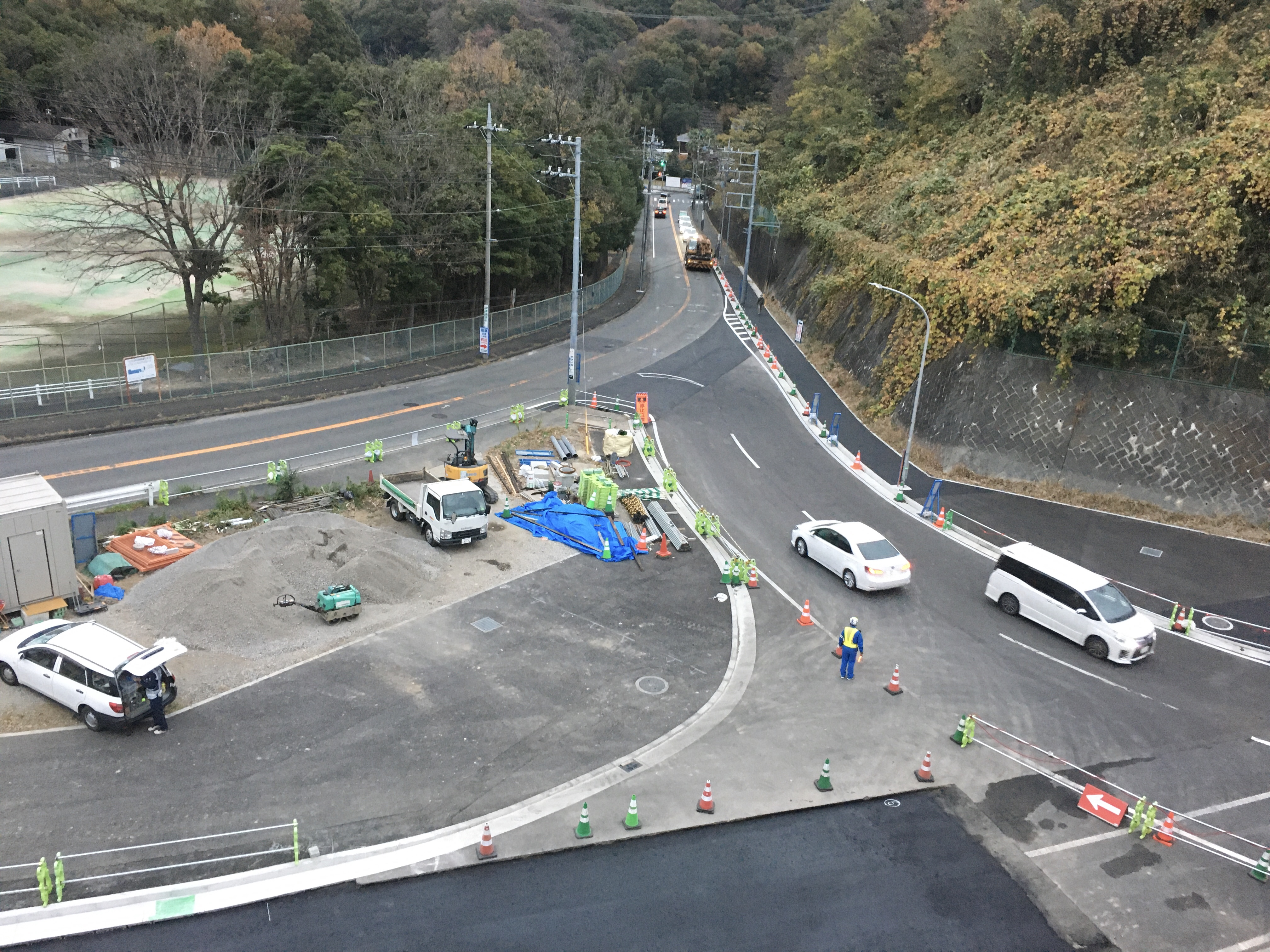
本線が直進方向となるよう整備中（2020年11月）
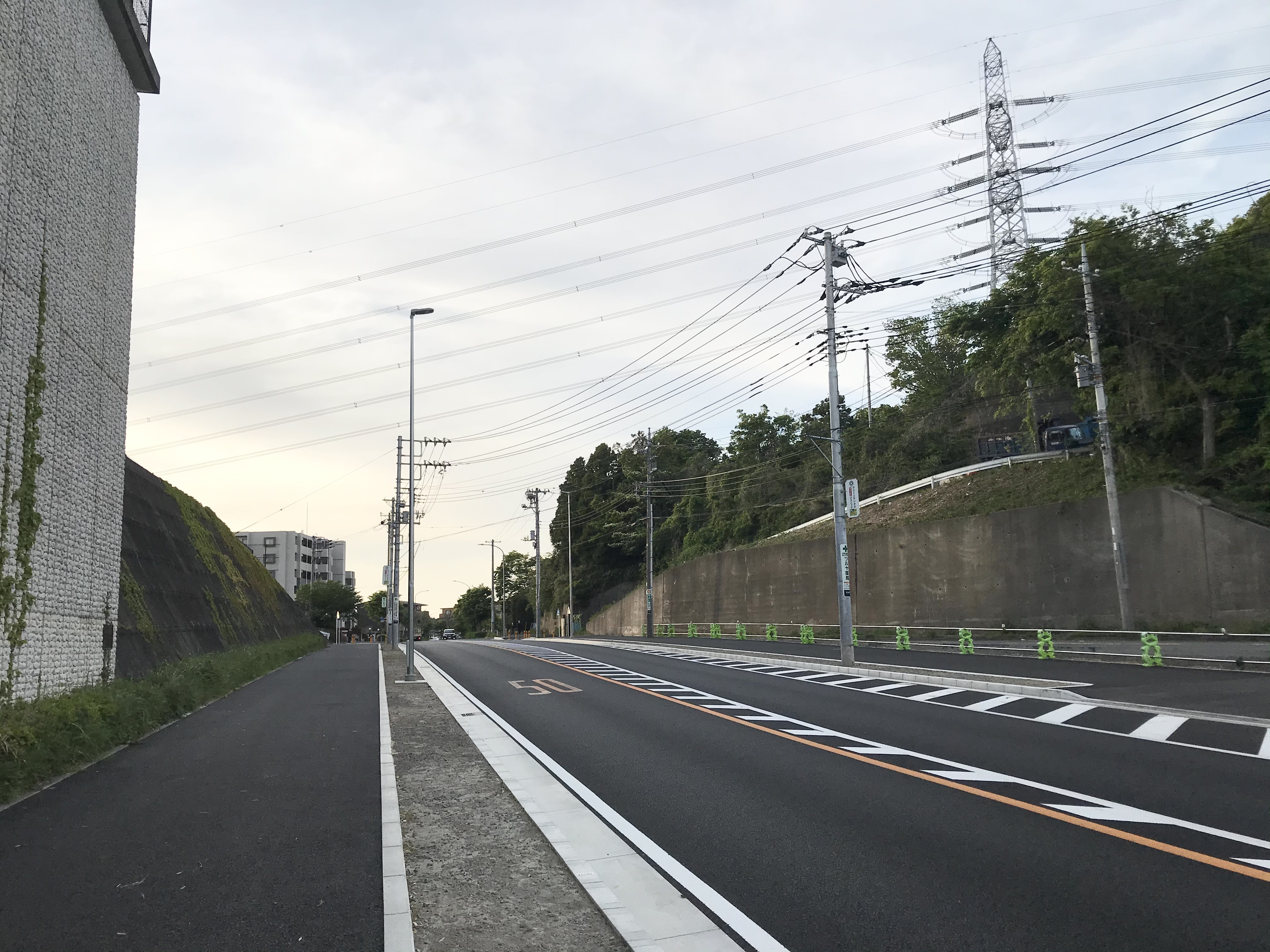
直進方向に整備後の様子、奥方が本線終点側（2021年4月）
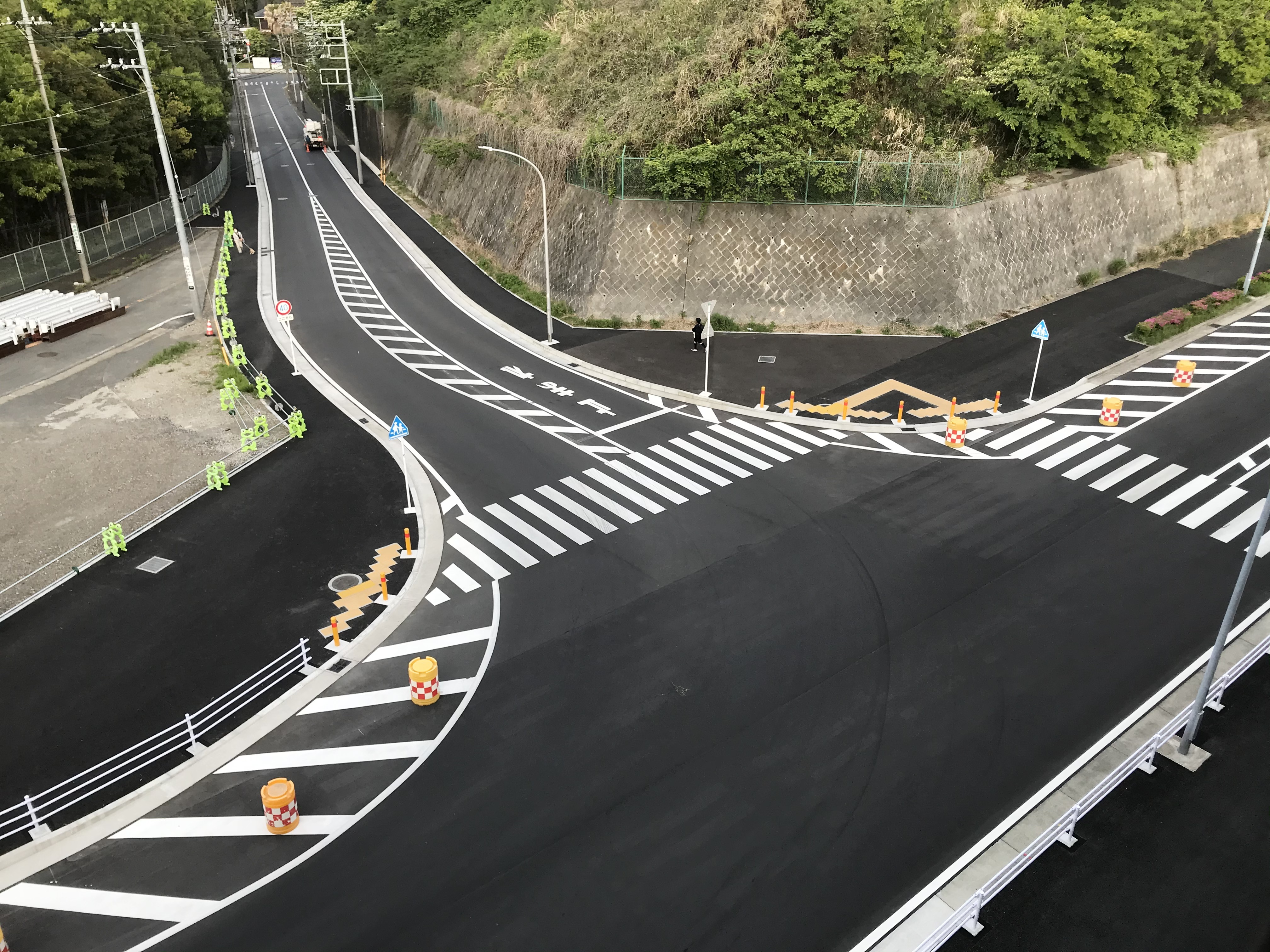
もともと直進接続していた既存の道路が本線に対してT字型接続となった（2021年4月）
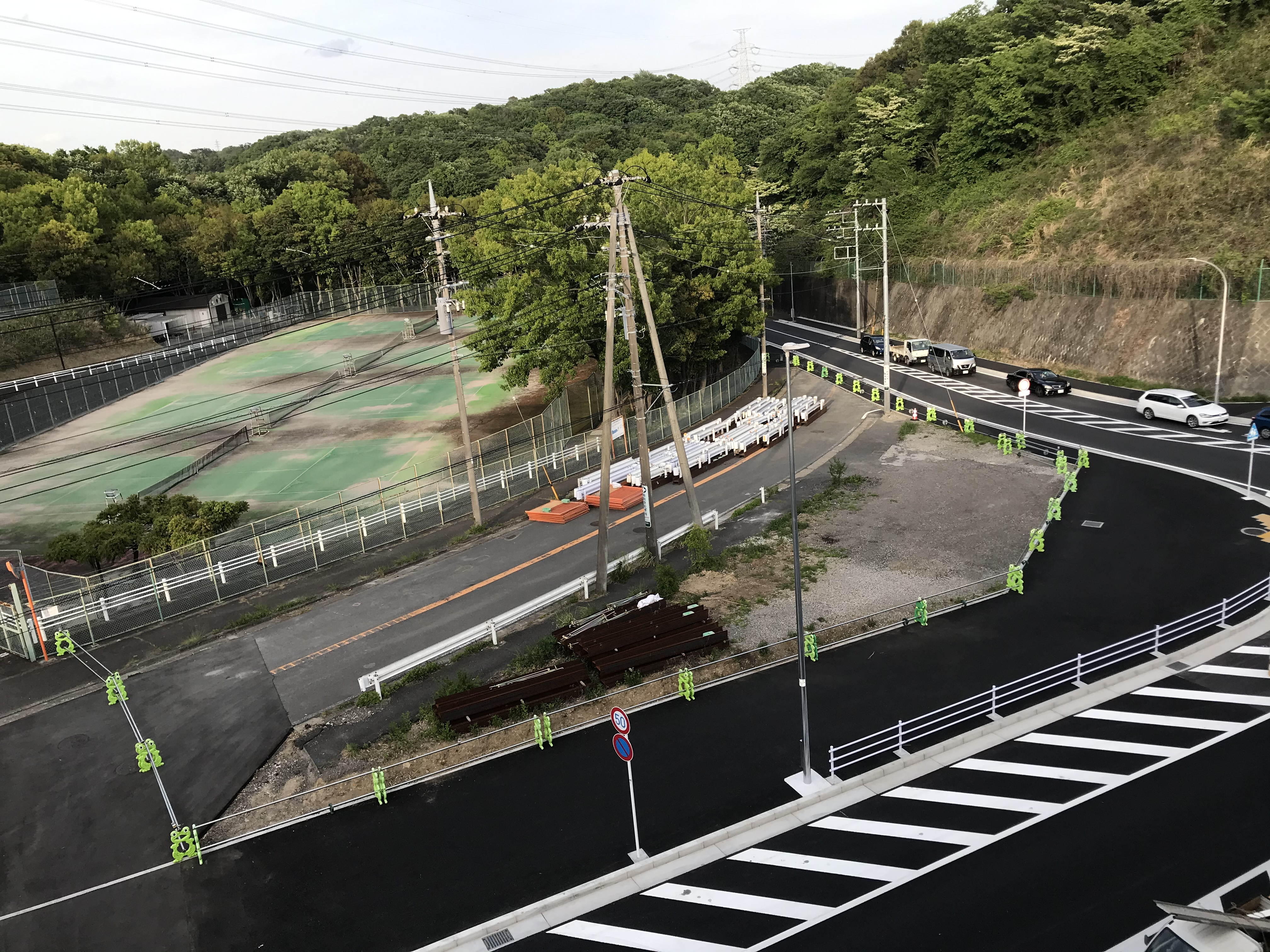
接続付け替えにより廃止となった道路の残骸（2021年4月）
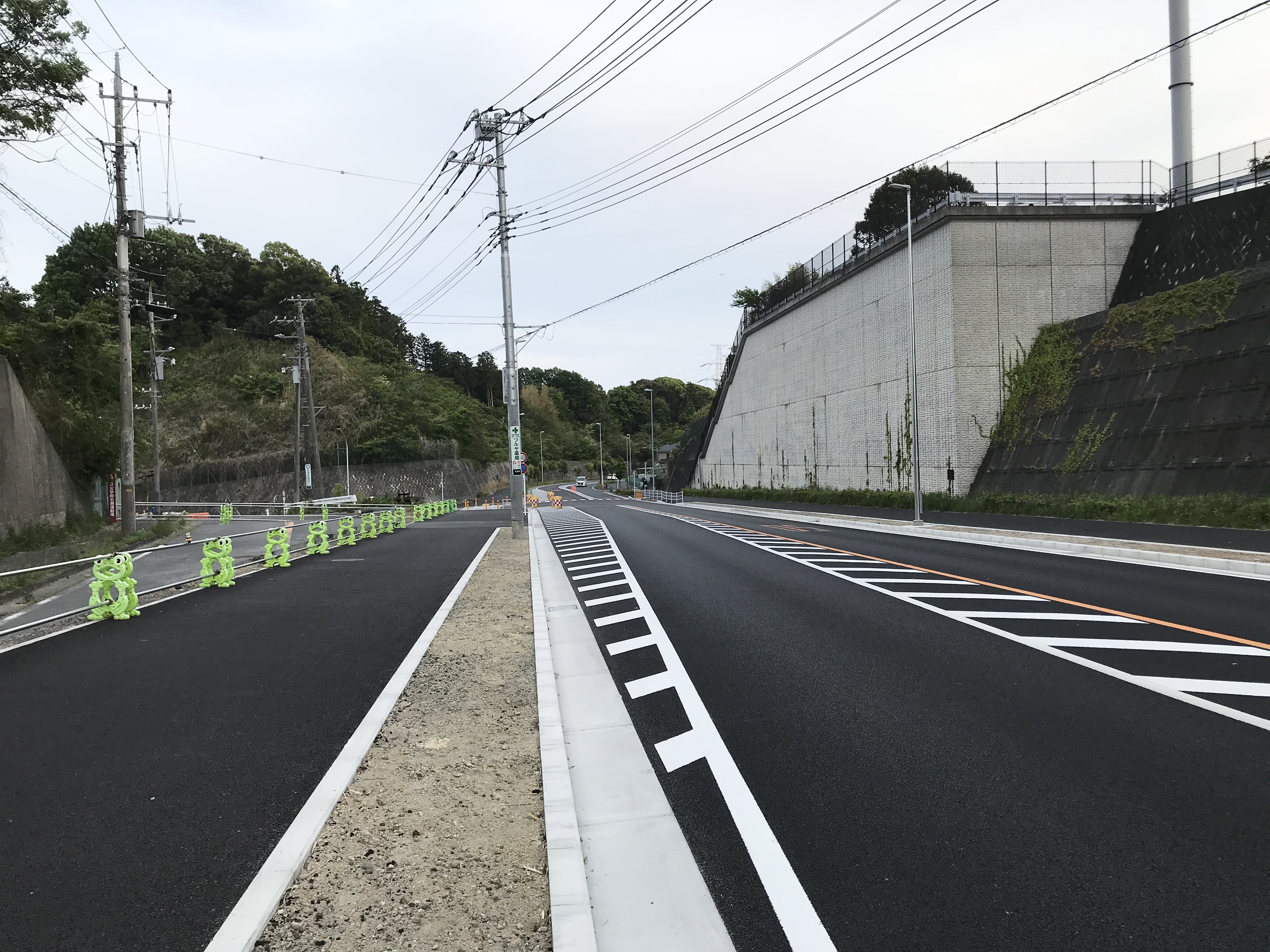
整備後の道路を本線終点側から撮影、左側には同じく廃止道路の残骸が見える（2021年4月）

終点側
緑園都市から善部町方面までの終点側は、全線開通よりだいぶ前の1980年代末頃には完成している。相鉄いずみ野線の緑園都市駅周辺では本線を中心（基幹道路）として電線の地中化や機能的な主要道路を配置しており、緑豊かな美しい街並みが形成されている。緑園都市より北上すると同線南万騎が原駅の西方を通過し、第三善部跨線橋（1988年〈昭和63年〉3月竣工）で東海道新幹線の頭上を越えて終点の桃源台交差点に至る。この交差点では同じく都市計画道路の鴨居上飯田線と接続している。

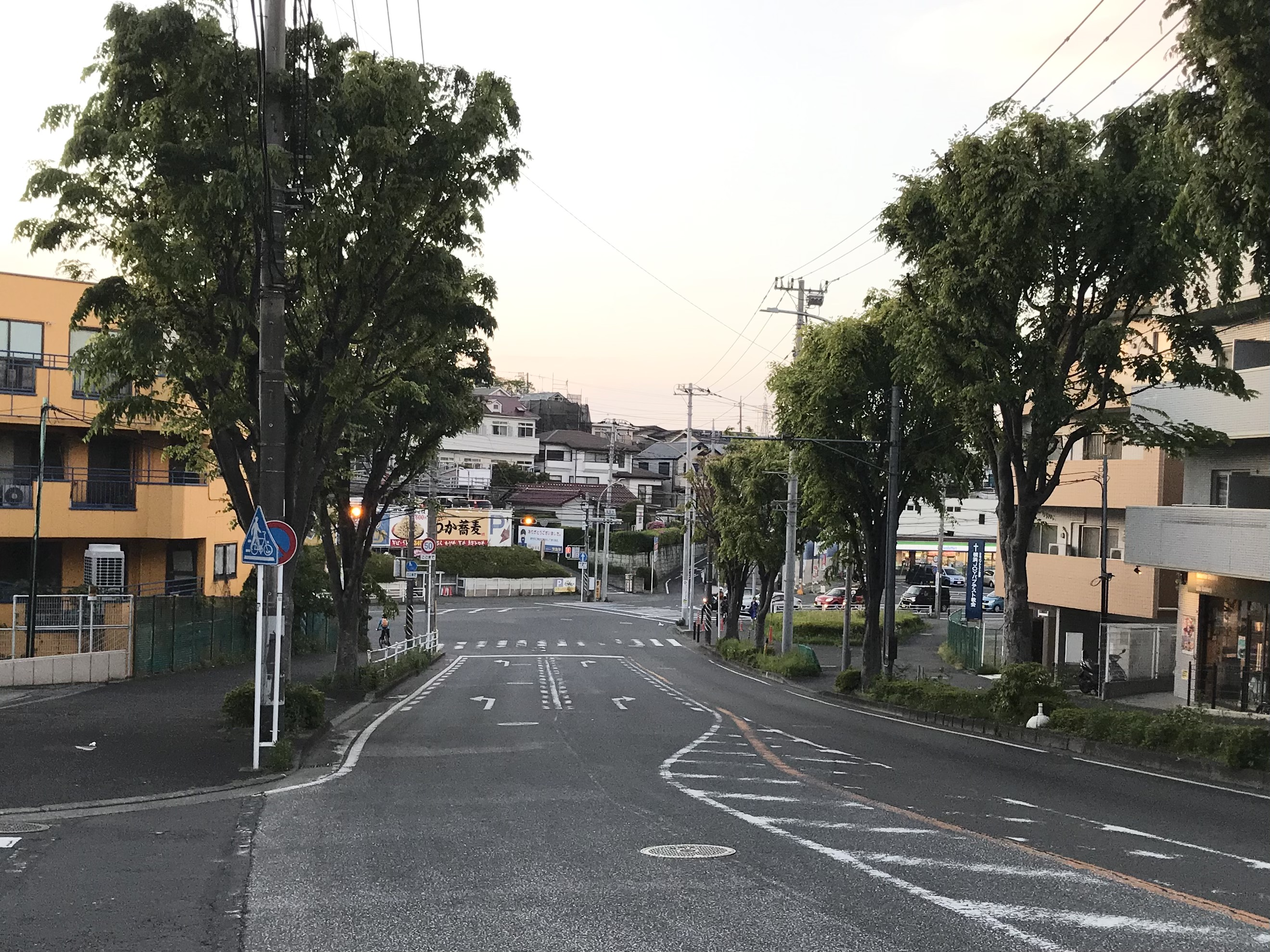
終点付近、本線突き当りの桃源台交差点でT字型に鴨居上飯田線と接続
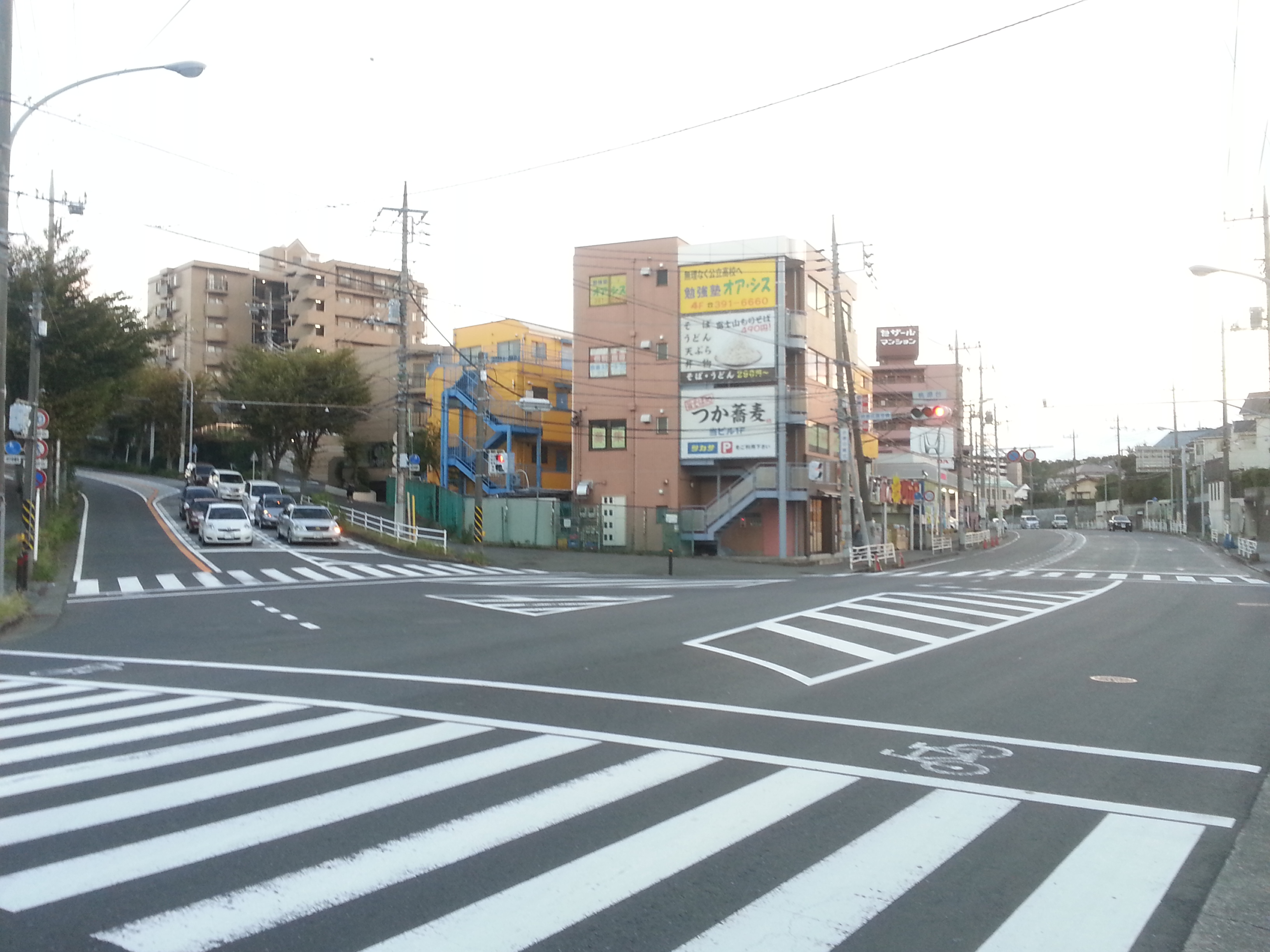
終点の桃源台交差点（左奥方が本線、右側が鴨居上飯田線）

## 通過する自治体
- 神奈川県
  - 横浜市
    - 泉区
    - （戸塚区：本線の一部では同区名瀬町を通る）
    - 旭区

## 接続路線

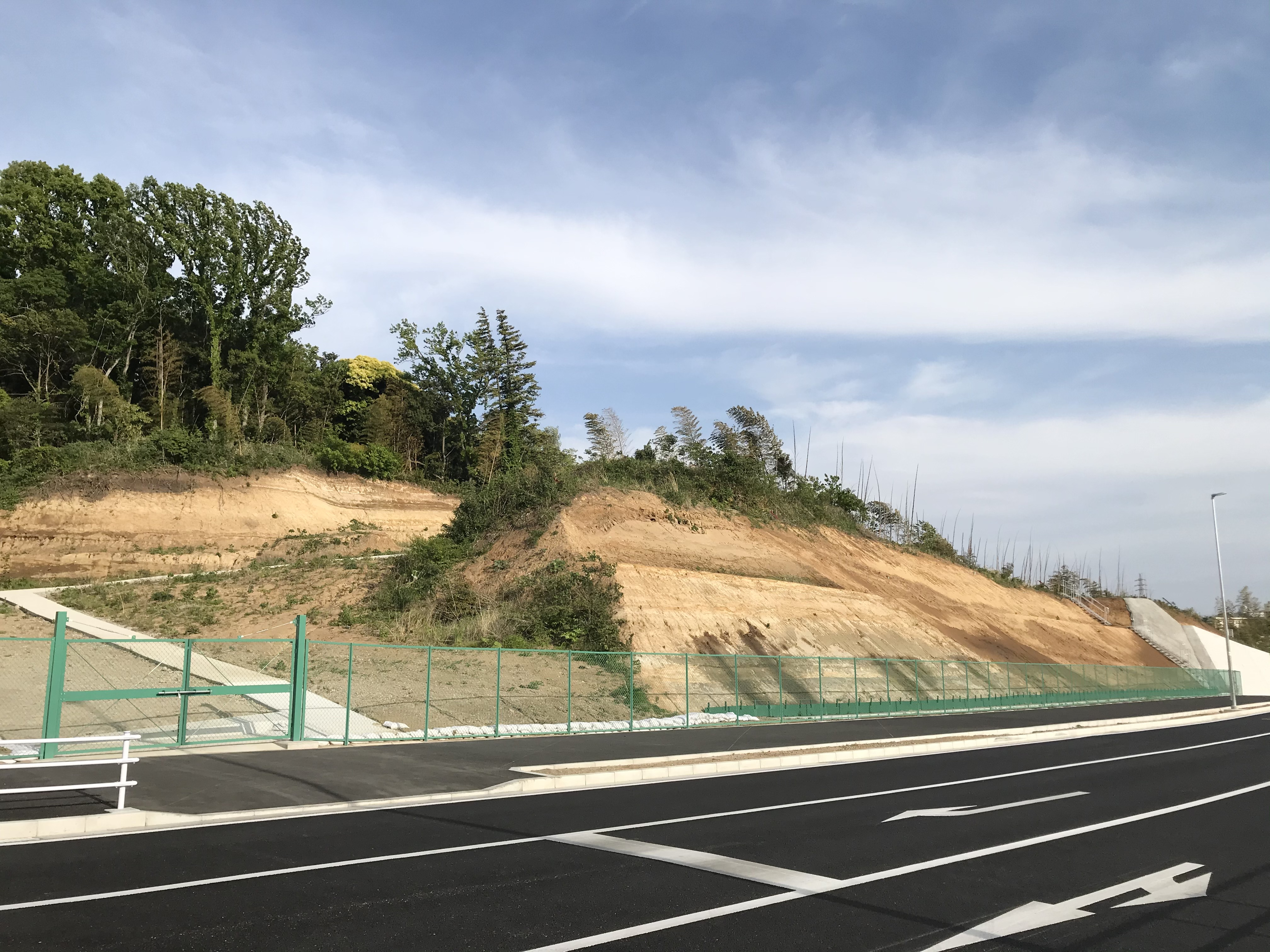
権太坂和泉線との交差予定地付近（2021年4月）

- 神奈川県道22号横浜伊勢原線 (長後街道)（中田町東原交差点）
- 神奈川県道401号瀬谷柏尾線（岡津町交差点）
- 都市計画道路権太坂和泉線（事業中） (神奈川県道218号弥生台桜木町線)（権太坂和泉線交差予定地）
- （泉区緑園六丁目で地下を走る相鉄いずみ野線と交差）
- （旭区善部町の第三善部跨線橋で東海道新幹線と交差）
- 都市計画道路鴨居上飯田線（桃源台交差点）

## 沿線構造物
- 下岡津橋（阿久和川をまたぐ、泉区岡津町の橋梁）
- 下岡津第二橋（街路をまたぐ、泉区岡津町の橋梁）
- 第三善部跨線橋（東海道新幹線をまたぐ、旭区善部町の橋梁）